# Brunnen (Bayern)
Brunnen er en kommune i landkreis Neuburg-Schrobenhausen i regierungsbezirk Oberbayern, i den tyske delstat Bayern. Den er en del af Verwaltungsgemeinschaft Schrobenhausen.

## Geografi
Brunnen ligger i Planungsregion Ingolstadt, knap 10 km nord for byen Schrobenhausen.
Ud over Brunnen, ligger i kommunen landsbyen Hohenried.